# Vikingarna Speedway
Vikingarna eller Örebro Speedwayförening är en speedwayklubb i Örebro som tävlar i Division 1.
Vikingarnas hemmabana ligger vid Örebro Motorstadio. Banlängden är på 289 meter. Den har 62 m raksträckor, en kurvradie på 26 m och en kurvbredd på 15 m. Banan saknar belysning, varför en del av tävlingarna körs på Indianernas bana (Sannahed) i Kumla.

## Trupp 2008
| Förare            | Ålder | Land    | Snitt |
| ----------------- | ----- | ------- | ----- |
| Kenneth Adolfsson | 43    | Sverige |       |
| Anders Gustavsson | 38    | Sverige |       |
| Rickard Jansson   | 26    | Sverige |       |
| Daniel Ahlin      | 22    | Sverige |       |
| Dennis Ekstrand   | 19    | Sverige |       |
| David Janehult    | 19    | Sverige |       |
| Niklas Eriksson   | 17    | Sverige |       |
| Markus Johansson  | 17    | Sverige |       |
| Freddy Godlund    | 16    | Sverige |       |